# Nicolás II Zorzi
Nicolás II Zorzi o Giorgi (en italiano: Niccolò) fue el marqués de Bodonitsa, un miembro de la familia Zorzi de la República de Venecia desde 1410 hasta 1414. Fue el último marqués veneciano que gobernó estos territorios antes de su conquista por los turcos otomanos.
Fue el hijo de Jacobo Zorzi, marqués de Bodonitsa. Sucedió a este último a su muerte. Estuvo prisionero en la corte del sultán Mehmed I en Adrianópolis, pero fue puesto en libertad de acuerdo con un tratado con Venecia. Luego gobernó durante un corto tiempo su territorio, que protegía el importante paso de las Termópilas, hasta que fue conquistada el 20 de junio de 1414. Luego huyó a Venecia, pero fue restaurado en el poder por otro tratado en 1416. Sin embargo, cedió sus derechos en Bodonitsa a su tío Nicolás III a cambio de la rectoría de Pteleon. El título de marqués fue puramente nominal después de eso.